# Mio, min Mio (film fra 1987)
Mio, min Mio (russisk: Мио, мой Мио) er en spillefilm fra 1987, instrueret af Vladimir Grammatikov. Filmen er en sovjetisk-svensk-norsk co-produktion og er baseret på Astrid Lindgrens børneroman Mio, min Mio fra 1954 om en dreng fra Stockholm, der rejser til et fantasiland, som han befrier fra en ond ridder. I filmen medvirker sovjetiske, britiske og skandinaviske skuespillere. 
Filmen er med engelsk sprog og efterfølgende dubbet til svensk og russisk. Filmens titelsang, "Mio My Mio", er komponeret af de to tidligere ABBA-medlemmer Benny Andersson og Björn Ulvaeus og blev indspilelt af den svenske musikgruppe Gemini.
Filmen blev udgivet i 1987 og var Nicholas Pickards skuespillerdebut og  Christian Bales første optræden i en spillefilm.
Filmen vandt prisen som bedste film ved Cinekid Film Award i Amsterdam og titelsangen blev et hit i Sverige, men anmelderne var generelt forbeholdne overfor filmen, som blev anset som en fejlslagen filmatisering af Lindgrens roman.

## Medvirkende
- Nick Pickard som Mio / Bosse
- Christian Bale som Jum-Jum / Benke
- Christopher Lee som Kato
- Timothy Bottoms
- Susannah York
- Gunilla Nyroos